# Кузьмичское сельское поселение
Кузьмичское сельское поселение — муниципальное образование в составе Ершичского района Смоленской области России.
Административный центр — деревня Карповка (до июня 2017 года — село Кузьмичи).
Главой поселения и Главой администрации является Зайцева Светлана Фёдоровна.

## Географические данные
- Расположение: юго-западная часть Ершичского района
- Граничит:
  - на севере — с Ершичским сельским поселением
  - на востоке — с Руханским сельским поселением
  - на юге — с Беларусью
  - на юго-западе — с Сеннянским сельским поселением
  - на северо-западе — с Беседковским сельским поселением
- Крупные реки: Беседь.

## История
Образовано законом от 2 декабря 2004 года.
Законом Смоленской области от 25 мая 2017 года в Кузьмичское сельское поселение были включены все населённые пункты трёх упразднённых сельских поселений: Беседковского, Сеннянского и Поселковского, а административный центр объединённого муниципального образования был перенесён из села Кузьмичи в деревню Карповка.

## Население
| 2011 | 2012 | 2013 | 2014 | 2015 | 2016 | 2017 |
| ---- | ---- | ---- | ---- | ---- | ---- | ---- |
| 491  | ↗499 | ↘490 | ↘479 | ↘470 | ↘449 | ↘417 |
| 2018 | 2019 | 2020 | 2021 |      |      |      |
| ↗900 | ↘861 | ↘827 | ↘668 |      |      |      |

## Населённые пункты
На территории поселения находятся 40 населённых пунктов:
| №  | Населённый пункт  | Тип     | Население |
| -- | ----------------- | ------- | --------- |
| 1  | Беловщина         | деревня | 6         |
| 2  | Беседка           | деревня | 11        |
| 3  | Бобрывец          | деревня | 0         |
| 4  | Большая Язовка    | деревня | 9         |
| 5  | Будище            | деревня | 1         |
| 6  | Василевка         | деревня | 0         |
| 7  | Верховая          | деревня | 16        |
| 8  | Высокий Борок     | деревня | 31        |
| 9  | Доброносичи       | деревня | 10        |
| 10 | Дубровка          | деревня | 23        |
| 11 | Дубровка          | деревня | 4         |
| 12 | Дятловка          | деревня | 3         |
| 13 | Жигаловка         | деревня | 0         |
| 14 | Жуковка           | деревня | 3         |
| 15 | Карповка          | деревня | 97        |
| 16 | Кирпичного Завода | посёлок | 5         |
| 17 | Краснозаборье     | деревня | 0         |
| 18 | Кузьмичи          | село    | 359       |
| 19 | Литвинова Буда    | деревня | 29        |
| 20 | Литвиновка        | деревня | 96        |
| 21 | Лопатище          | деревня | 18        |
| 22 | Лужная            | деревня | 111       |
| 23 | Малая Язовка      | деревня | 85        |
| 24 | Малый Бобрывец    | деревня | 13        |
| 25 | Мацилевка         | деревня | 13        |
| 26 | Николаевка        | деревня | 6         |
| 27 | Никулино          | деревня | 2         |
| 28 | Новая Мацилевка   | деревня | 0         |
| 29 | Новая Сенная      | деревня | 22        |
| 30 | Пехтери           | деревня | 6         |
| 31 | Пожарь            | деревня | 5         |
| 32 | Помозовка         | деревня | 0         |
| 33 | Посёлки           | деревня | 110       |
| 34 | Пустая Буда       | деревня | 29        |
| 35 | Ржавец            | деревня | 26        |
| 36 | Ровки             | деревня | 4         |
| 37 | Сморкачи          | деревня | 3         |
| 38 | Старая Сенная     | деревня | 4         |
| 39 | Телюковка         | деревня | 9         |
| 40 | Шадога            | деревня | 0         |

## Экономика
Сельхозпредприятия, магазины, строительные организации.